# عادل‌خان زیادخان‌اف
عادل‌خان زیادخان‌اف (انگلیسی: Adil Khan Ziyadkhanov; ۷ اکتبر ۱۸۷۷ – ۱۴ دسامبر ۱۹۵۷) سیاست‌مدار اهل امپراتوری روسیه و جمهوری دمکراتیک آذربایجان بود.